# Корта (Медведевский район)
 Корта  — деревня в Медведевском районе Республики Марий Эл. Входит в состав Куярского сельского поселения.

## География
Находится у юго-восточной окраины города Йошкар-Ола.

## История
Во второй половине 1920-х годов сюда переселились 12 семей из деревни Старое Комино. В 1940 году здесь было 30 дворов и 113 жителей, в 1973 году 93 хозяйства и 480 человек. В советское время работали колхозы «У корно», «Большевик», с 1946 года — лесничество учебно-опытного лесхоза лесохозяйственного факультета Поволжского лесотехнического института (ныне Марийский государственный технический университет).

## Население
Население составляло 354 человека (мари 71 %) в 2002 году, 375 в 2010.